# Minjary-Nationalpark
Der Minjary-Nationalpark ist ein Nationalpark im Südosten des australischen Bundesstaates New South Wales, 92 km westlich von Canberra und 10 km nordwestlich von Tumut.
Der Park liegt nördlich des Kosciuszko-Nationalparks und war vor der Ausweisung als Nationalpark der Minjary State Forest. Der Nationalpark erstreckt sich entlang des Meadow Creek und des Minjary Creek, Nebenflüsse des Tumut River. Der lichte, grasige Wald ist typisch für die südwestlichen Hänge der australischen Alpen und gilt als gefährdetes Biotop.
Das Gebiet bildete früher die Grenze zwischen den Siedlungsgebieten der Wiradjuri und der Walgalu, beides Aboriginesstämme. Es lag auf den Routen der Aborigines von den Westlichen Ebenen in die Berge. Der Minjary Mountain hatte eine Bedeutung als Kultstätte für die Ureinwohner. Anfang des 19. Jahrhunderts gab es auf dem Gebiet des heutigen Nationalparks umfangreichen Holzeinschlag zur Gewinnung von Bauholz für Zäune und Brennholz für den Betrieb von Dampfmaschinen.
Freizeitaktivitäten im Nationalpark sind Drachenfliegen, Wandern, Reiten und Mountainbike fahren.
Es gibt keine befestigte Straßen im Park.